# Immeuble Bételgeuse
Pour les articles homonymes, voir Bételgeuse (homonymie).
L'immeuble Bételgeuse est un immeuble situé à Flaine, une station de sports d'hiver, dans la partie de la station située sur le territoire de la commune d'Arâches, en France, construit par Marcel Breuer dans le style moderniste (brutalisme).

## Localisation
L'immeuble est situé dans le département français de la Haute-Savoie, sur la commune d'Arâches.

## Historique
L'édifice est inscrit au titre des monuments historiques en 1991, en même temps que l'hôtel Le Flaine situé juste à côté.